# Koumbala
Koumbala est une localité du Nord de la Côte d'Ivoire et appartenant au département de Ferkessédougou, Région des Savanes. La localité de Koumbala est un chef-lieu de commune.
La ville de Koumbala est une commune rurale située à quelques encablures de Ferkessédougou. Le périmètre de la commune de Koumbala englobe dans ses limites les villages de : Nambekaha, Djongokaha, Koudio, Koumagbê et les campements qui leur sont  rattachés (Tiefla, Nambetogo, Yaniyamonvogo, Melargavogo, Naviguevogo). Les villages les plus importants en taille sont : Koumbala, Djongokaha et Nambekaha.
La langue quasi exclusivement parlée dans cette commune est le palaka (sous-groupe Sénoufo).
Koumbala est avec Togoniéré les deux seules sous-préfectures de la région Palaka.